# Cristián Muñoz (Fußballspieler, 1977)
Cristián Fernando Muñoz Hoffman (* 1. Juli 1977 in Junín) ist ein ehemaliger argentinischer Fußballspieler. Der Torwart gewann mit den Boca Juniors die Copa Libertadores 2003 und die Copa Sudamericana 2004. Im November 2012 nahm er zusätzlich die chilenische Staatsbürgerschaft an.

## Karriere

### Verein
Cristián Muñoz, auch Tigre genannt, begann seine Profikarriere 1994 in seiner Heimatstadt beim CA Sarmiento. 1997, nach der U-20-Weltmeisterschaft, wurde der Torwart von den Boca Juniors verpflichtet. Dort gewann er zwei Meisterschaften und die internationalen Titel der Copa Libertadores 2003 sowie der Copa Sudamericana 2004. Dennoch kam er an Stammtorhüter Roberto Abbondanzieri nicht vorbei und wurde an den CA Los Andes und den CA Tallares verliehen. 2005 wechselte Muñoz endgültig und ging nach Chile zum CD Huachipato. Beim Klub aus Talcahuano wurde der Torwart direkt Leistungsträger und war auch bei der Qualifikation zur Liguilla für die Copa Sudamericana 2007 entscheidend beteiligt. Mitte 2007 unterschrieb Tigre dann einen Vertrag beim chilenischen Rekordmeister CSD Colo-Colo, wo er Sebastián Cejas ersetzte. Mit den Albos wurde Muñoz drei Mal chilenischer Meister. Im Finale der Apertura 2008 lag Colo-Colo nach dem Hinspiel gegen Everton schon mit 2:0 vorn, verlor jedoch das Rückspiel noch mit 0:3 und damit die Meisterschaft. Muñoz brachte in diesem Spiel keine gute Leistung. Mit Verpflichtung des von Huachipato kommenden Torwarts Nery Veloso schlug Cristián Muñoz die Gegenrichtung ein und spielte ab Mitte 2009 wieder für Huachipato. In der Clausura 2012 gewann er eine weitere chilenische Meisterschaft. Nach dem Erfolg wechselte der Torwart in die Primera B zu Universidad de Concepción. 2013 gelang ihm mit seinem neuen Klub der Aufstieg und 2014/15 wurde er Pokalsieger. Es war zugleich seine letzte Karrierestation. Nach der Saison 2019 gab der 42-jährige Torwart seinen Rücktritt vom Profifußball bekannt.

### Nationalmannschaft
Cristián Muñoz wurde mit der argentinischen U-20-Nationalmannschaft 1997 sowohl Südamerikameister in Chile als auch Weltmeister in Malaysia. Als Ersatz für Stammtorwart Leo Franco kam Tigre beim Achtelfinalsieg gegen England zum Einsatz.

## Erfolge
Boca Juniors
- Argentinischer Meister: 1998/99-C, 2003/04-A
- Copa Libertadores: 2003
- Copa Sudamericana: 2004

Colo-Colo
- Chilenischer Meister: 2007-C, 2008-C, 2009-C

Huachipato
- Chilenischer Meister: 2012-C

Universidad de Concepción
- Chilenischer Zweitliga-Meister: 2013
- Chilenischer Pokalsieger: 2014/15

Argentinien U-20
- U-20-Südamerikameister: 1997
- U-20-Weltmeister: 1997
- Turnier von Toulon: 1998